# Liste der Nummer-eins-Hits in Malaysia
Die Liste der Nummer-eins-Hits in Malaysia basiert auf den wöchentlichen International-&-Domestic-Singlecharts des Landes, die seit 2017 von der Recording Industry Association of Malaysia herausgegeben werden. Die Top 20 basieren ausschließlich auf Streaming.
Die Liste ist nach Jahren aufgeteilt.